# رينيه كريستنسن
رينيه كريستنسن (بالدنماركية: René Christensen)‏ (21 يناير 1988 بالدنمارك - ) هو لاعب كرة قدم دانمركي في مركز الدفاع. لعب مع نادي هورسينس.

## وصلات خارجية
- رينيه كريستنسن على موقع قاعدة بيانات كرة القدم.إي يو (الإنجليزية)